# یوزف دوم، امپراتور مقدس روم
یوزف دوم، امپراتور مقدس روم (به آلمانی: Joseph II, Erwählter Römischer Kaiser) (زاده ۱۳ مارس ۱۷۴۱-درگذشت ۲۰ فوریهٔ ۱۷۹۰) امپراتور مقدس روم و پادشاه اتریش از ۱۷۶۴ تا ۱۷۹۰ بود، او فرزند ارشد و بزرگ فرمانروایان اروپای مرکزی، ملکه ماریا ترزا و امپراتور فرانتس یکم بود.
وی در طول سلطنت خود همیشه تحت تاثیر تصمیمات و انتخابات مادرش ماریا ترزا بود که یک قطب اصلی قدرت در امپراتوری و دربار بود. هر چند که یوزف از این قدرت مادرش تا اندازه زیادی ناراضی بود ولی نمی‌توانست مخالفت کند چون که مادرش در امورهای دولت بسیار بیشتر از خودش تجربه داشت و همچنین ماریا ترزا از قدرت‌های بزرگ اروپا در آن منطقه هم بود و امپراتوری مقدس روم تحت‌الحمایه پادشاهی اتریش بود و امپراتوری اتریش نیز تحت‌الحمایه امپراتوری مقدس روم بود و با یکدیگر متحد بودند.
یوزف طرفدار حکومت مطلق روشنفکری بود. هرچند که تلاش‌های او در زمینه اصلاحات سکولارسازی، لیبرالیسم و مدرن‌سازی کشور با مخالفت جدی روبه رو شد و نتوانست برنامه‌هایش را به طور کامل اجرا کند. همچنین رفتار بی ملاحظه یوزف در سیاست خارجه موجب شد که اتریش به طرز بدی منزوی شود؛ اگرچه وسعت کشور مقداری افزایش یافت. یوزف همچنین از حامیان هنر بود و از آهنگسازانی مانند موتسارت و سالییری حمایت می‌کرد.
در کنار کاترین دوم امپراتریس روسیه، و فردریش دوم امپراتور پروس، امپراتور یوزف به عنوان یکی از سه فرمانروایان بزرگ روشنگر شناخته می‌شود. اگرچه یوزف به اندازه‌ای که برخی از نامه‌ها به تصویر می‌کشد، فیلسوف افراطی نبود. این نامه‌ها اشتباه ولی تاثیرگذار بود. امروزه سیاست‌های یوزف به نام یوزفیسم شناخته می‌شود.
او هیچ پسری نداشت و از همین رو پس از درگذشتش، لئوپولد دوم برادر کوچک‌ترش به سلطنت رسید. 

## اوایل زندگی

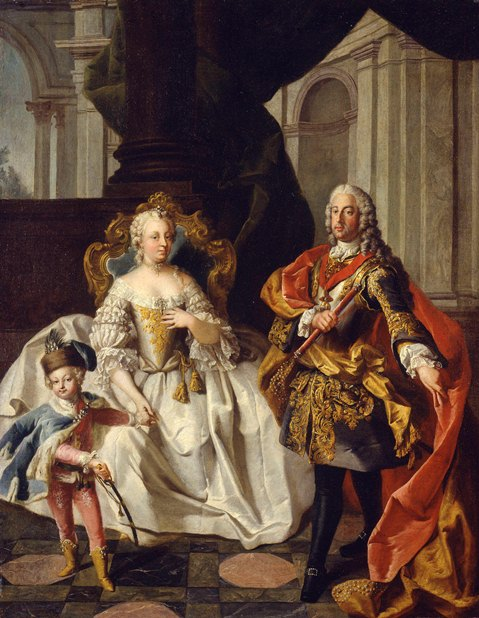
آرشیدوک یوزف به همراه والدینش

یوزف در میانه جنگ جانشینی اتریش به دنیا آمد. او با کمک نوشته‌های دیوید هیوم، ادوارد گیبون، ولتر، ژان‌‌ ژاک روسو، و دائره‌المعارف‌نویسان، تحصیلات رسمی خود را به انجام رساند. یوزف همچنین‌ از اقدامات فردریش دوم، پادشاه پروس و رقیب اتریش، الگو گرفت. مقامات رسمی دولت مسئول آموزش‌ عملی یوزف شدند؛ آنها جزئیات فنی در حکومت‌داری ایالات متعدد اتریش و امپراتوری مقدس رم را به یوزف می‌آموختند.
یوزف به عنوان جانشین پادشاهی، اعتماد به نفس بالایی داشت و با حس برتری و وظیفه‌ای را عهده دار بودن، خود را از دیگر خواهر و برادرشان متمایز می‌کرد. اتو کریستوف فون پودویلز (Otto Christoph von Podewils)، فرستاده پروس به دربار وین، از تربیت یوزف انتقاد و او را «پسری گستاخ، یک‌دنده و تنبل» توصیف می‌کرد که «آموزش ابتدایی‌ترین موارد به او دشوار هست».

## ازدواج‌ و فرزندان

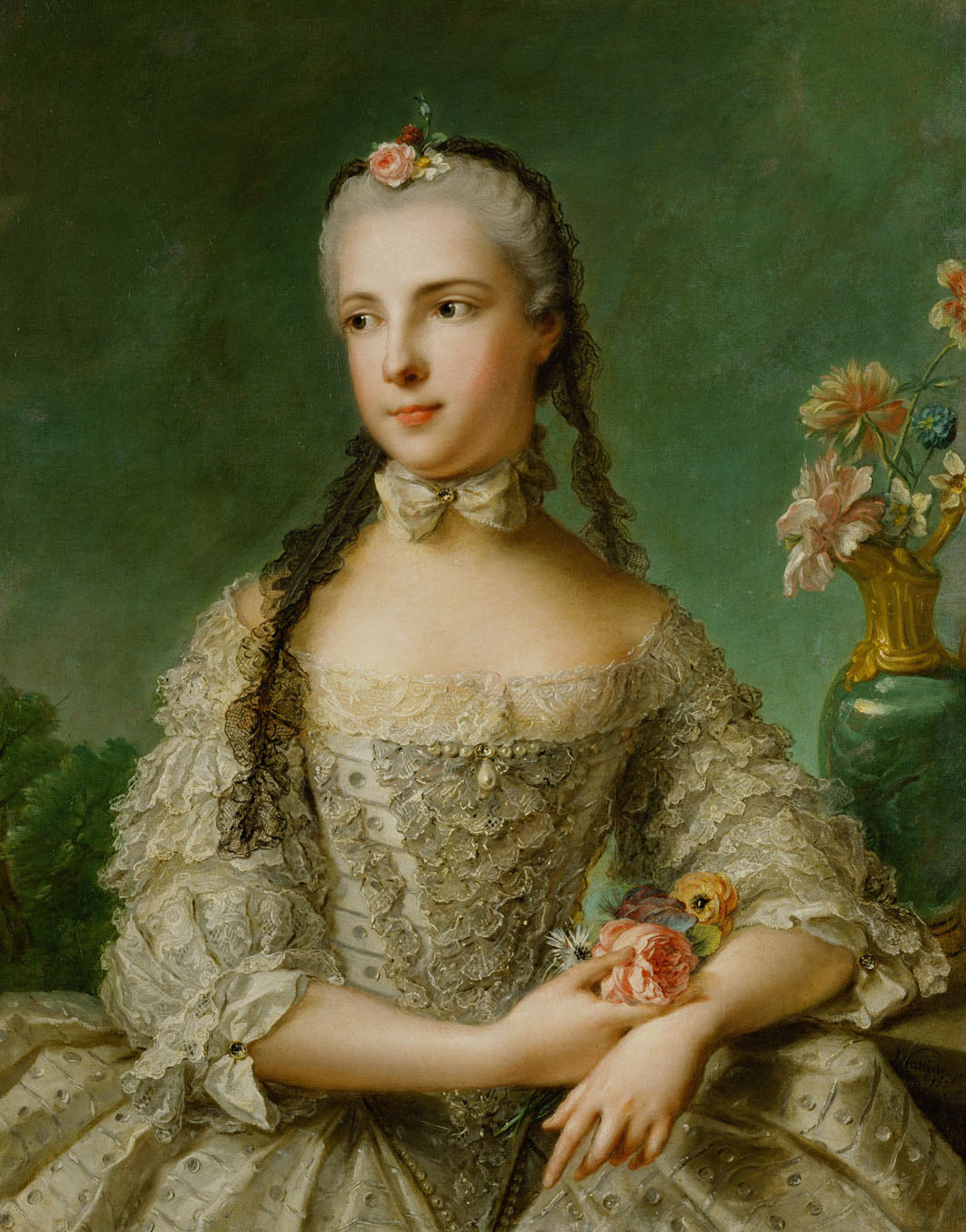
شاهدخت ایزابلا

به جهت تحکیم پیمان دفاعی ۱۷۵۶ میان فرانسه و اتریش، یوزف در سال ۱۷۶۰ با شاهدخت ایزابلا از پارما ازدواج کرد. ایزابلا دختر فیلپ، دوک پارما و نوه دختری لویی پانزدهم، پادشاه فرانسه بود. یوزف همسر خود را جالب و جذاب می‌دید و به او علاقه‌ داشت. با اینحال ایزابلا به اندازه همسرش عشق و علاقه نشان نمی‌داد؛ او به دوست صمیمی و نزدیک خواهر یوزف، ماریا کریستنیا دوشس تشن تبدیل شد‌ و رابطه مخفیانه احتمالا عاشقانه‌ و جنسی با او داشت.
اولین فرزند یوزف و ایزابلا، ماریا ترزا، در سال ۱۷۶۲ به دنیا آمد.

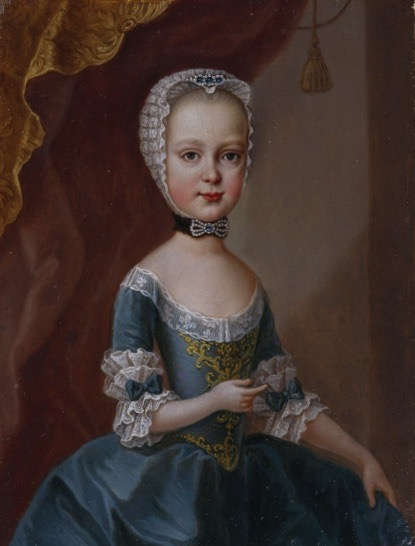
آرشیدوشس ماری ترزا، دختر یوزف دوم

ایزابلا دوران بارداری سخت و دردناکی را سپری کرد و با وجود مراقبت‌های یوزف، تا شش هفته پس از تولد دخترش بستری بود. ایزابلا چندین سقط جنین را گذراند و در حالی که شش ماهه حامله بود، به آبله مبتلا شد؛ فرزند دوم او در سال ۱۷۶۳ و زودرس به دنیا آمد و پس از مدت کوتاهی مرد. این حادثه و فشار ناشی از بیماری و زایمان، باعث شد که ایزابلا نیز یک هفته پس از مرگ‌ نوزادش بمیرد.   
برای یوزف، مرگ نوزاد و همسر محبوبش بسیار ناگوار بود؛ او خود را وقف دخترش ماری ترزا می‌کرد و عمیقا او را دوست داشت.  

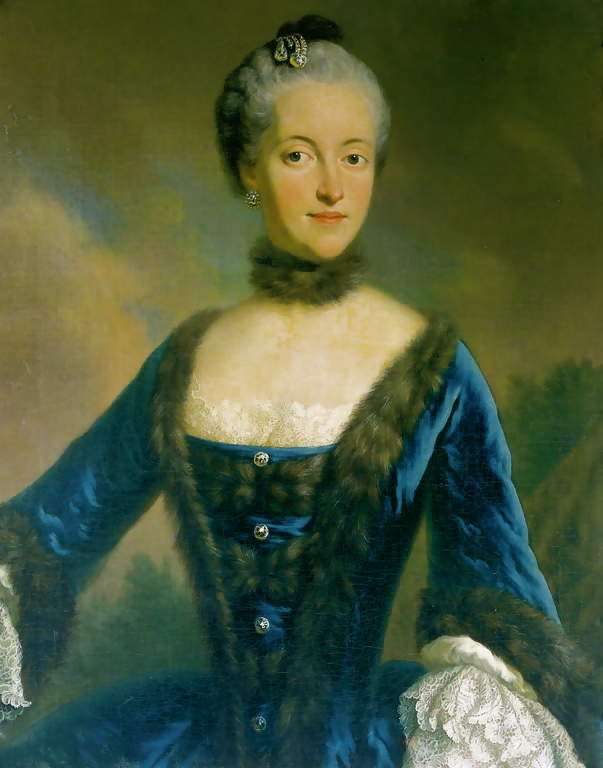
شاهدخت ماریا ژوزفا

یوزف با ازدواج مجدد، شدیدا مخالف می‌کرد، با اینحال به دلایل سیاسی و تحت فشار مدوام، به ازدواج با شاهدخت ماریا ژوزفا تن داد که از پادشاهی بایرن و دختر کارلز هفتم بود. عمر این ازدواج کوتاه و تنها دو سال بود؛ یوزف اذعان داشت که به همسر جدید خود هیچگونه میل و علاقه‌ای ندارد؛ او تنها در هنگام خوردن و خوابیدن ماریا ژوزفا را‌ می‌دید و علیرغم محبت‌های ژوزفا، با او سرد بود.   
همانند شاهدخت ایزابلا، ماریا ژوزفا نیز به آبله مبتلا شد و در نتیجه آن درگذشت؛ ولی یوزف به دیدن همسر بیمار خود نرفت و حتی در مراسم خاکسپاری او شرکت نکرد؛ اگرچه بوزف بعدها بابت این نامهربانی و سردی، اظهار پشیمانی کرد. این ازدواج ناموفق، باعث شد که یوزف شانس بیشتری در تسخیر بایرن داشته باشد و پس از مرگ همسرش به آنجا حمله کرد.   
یوزف دیگر ازدواج نکرد. دختر او ماری ترزا در سال ۱۷۷۰ به ذات‌الجنب مبتلا شد و در سن هفت سالگی‌ درگذشت. این‌ حادثه برای یوزف، عمیقا دردناک بود. از آنجا که یوزف دیگر فرزندی نداشت، لئوپولت دوم، برادر کوچکترش پس از او به پادشاهی رسید.   
شایعات متعدد محلی، یوزف را به داشتن فرزند نامشروع متهم می‌کند. برجسته‌ترین شایعه مرتبط با «یوزف گوتفرید پارگفریدر»، مسئول تدارکات ارتش در زمان امپراتور فرانتس دوم بود. پارگفریدر شخصا ادعا داشت که یوزف پدرش بود. با اینحال تا کنون بررسی ژنتیکی در این زمینه انجام نشده هست.   

## فرمانروایی مشترک
یوزف عضو شورا دولت (Staatsrat) بود و   برای مادرش صورتجلسه‌ تنظیم می‌کرد. در این اسناد ردپای سیاست‌هایی بعدی یوزف و موانع آنها پیدا می‌شود؛ موانعی که در نهایت بر او غلبه کرد. یوزف طرفدار رواداری مذهبی، و مشتاق بود که قدرت کلیسا را بکاهد، رعایا را از بار نظام ارباب‌رعیتی نجات دهد و محدودیت‌های تجارت و دانش را بردارد. از این لحاظ او فرق چندانی با پادشاه فردریش دوم با دیگر فرمانروایان روشنفکر دوره خود نداشت. یوزف حتی نظام ارباب‌رعیتی را لغو کرد؛ اگرچه این‌ الغا پس از مرگش دوام نداشت.
با اینحال فرق یوزف با دیگر فرمانروایان بزرگ آن زمان، این بود که او به شدت به قدرت دولتی باور داشت که توسط عقل رانده می‌شود. یوزف از این‌ نظر به ژاکوبن‌ها شباهت داشت؛ هرچند که او به عنوان یک‌ حاکم مطلقه به خردمندی دستوراتش باور داشت، و این حق را برای خود قائل بود که درحوزه‌های خارج از محدوده قانون نیز نظر دهد.یوزف مانند مادر خود، معتقد بود که برای قدرت یا منفعت خاندان «همایونی» اتریش،‌ می‌توان به هر چیزی دست یافت.
معاصران یوزف از او به عنوان فردی گیرا ولی نه لزوما خوشایند یاد کرده‌اند. پس از اولین مذاکره او با فردریش دوم در سال ۱۷۶۹، پادشاه پروس یوزف را فردی «جاه‌طلب» توصیف کرد که «می‌تواند دنیا را به آتش بکشد». کنت ورجنس، وزیر فرانسوی در سال ۱۷۷۷ به طور ناشناس با یوزف دیدار کرد و به نظرش یوزف «جاه‌طلب و خودکامه» بود.

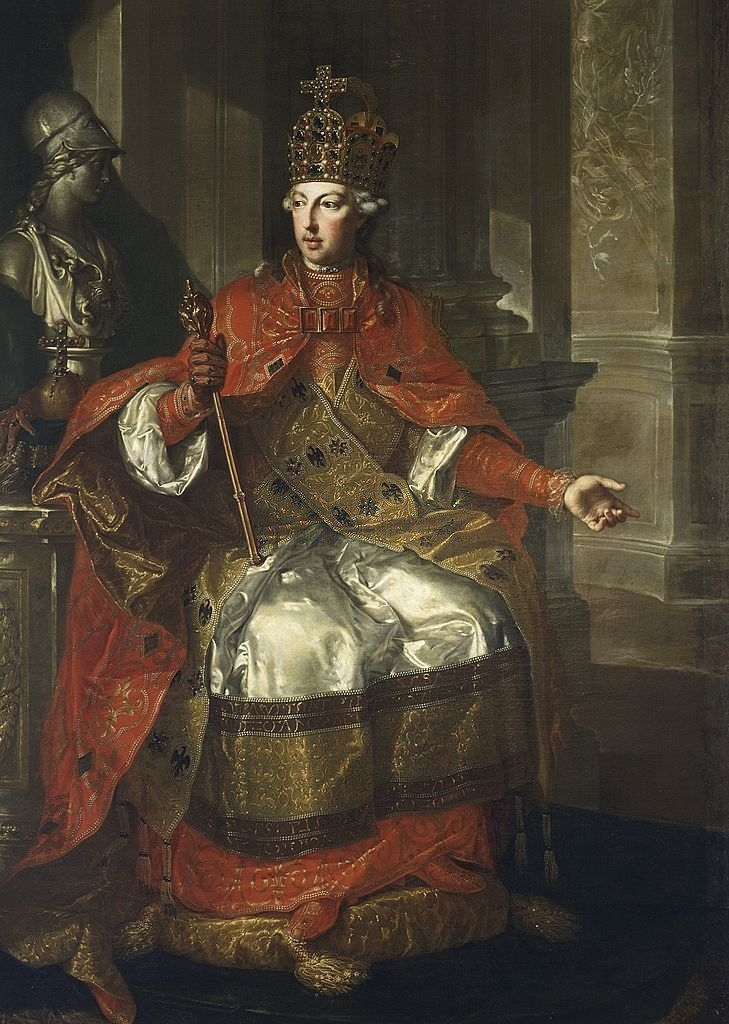
یوزف دوم در روز تاجگذاری

یوزف پس از مرگ پدرش در سال ۱۷۶۵ امپراتور شد؛ هرچند که در محدوده اتریش مجبور بود سلطنت خود را با مادرش شریک شود. ملکه ماری ترزا قبلا تعیین کرده بود که نه شوهر و نه پسرش می‌توانند حق حکومت او را در سرزمین‌های آبا و اجدادیش سلب کنند. با اینحال یوزف توانست با تهدید به کناره‌گیری از سلطنت، بیزاری مادرش را از رواداری مذهبی کاهش دهد.
اگرچه یوزف می‌توانست به شدت به ملکه فشار بیاورد؛ همانطور که در اولین تجزیه لهستان و در جنگ جانشینی بایرن در طی سالهای ۱۷۷۹-۱۷۷۸ اینکار را کرد؛ ولی در آخرین لحظات ملکه حرف نهایی را می‌زد. بنابراین یوزف تا مرگ مادرش در سال ۱۷۸۰، نمی‌توانست تماما طبق نظرات خود سلطنت کند.
در طول این مدت یوزف بسیار سفر کرد. او دو بار با فردریش دوم دیدار کرد؛ بار اول در نیسا در سال ۱۷۶۹ و بار دوم در اونتیشوو در سال ۱۷۷۰. آنها در ابتدا با یکدیگر تفاهم پیدا کردند؛ یکی از همراهان یوزف، شاهزاده ونتسل آنتون، در دومین دیدار با فردریش مذاکره کرد که ظاهرا شروعی برای اولین تجزیه لهستان بود.

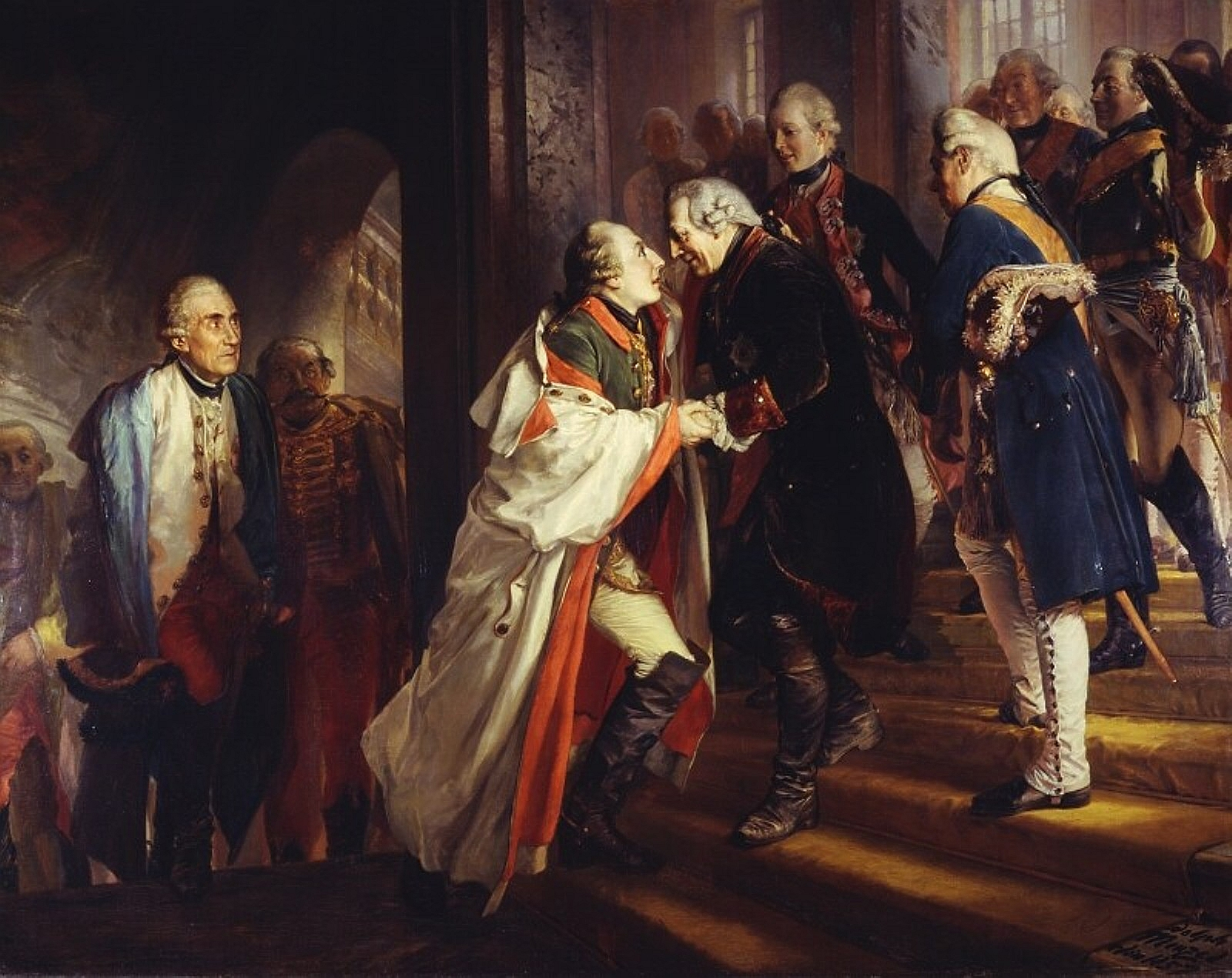
دیدار یوزف دوم با فردریش دوم در نیسا، ۱۷۶۹

به هرحال یوزف از هر موردی برای افزایش سرزمینش به گرمی استقبال می‌کرد. به همین دلیل وقتی فردریش در سال ۱۷۷۵ به شدت بیمار شد، یوزف ارتشی در بوهم مهیا کرد تا به محض مرگ فردریش به پروس حمله و سیلزی را تسخیر کند (منطقه‌ای که فردریش در طی جنگ‌ جانشینی اتریش فتح کرده بود). با اینحال فردریش بهبود یافت و نسبت به یوزف محتاط و بی اعتماد شد.
یوزف در آوریل سال ۱۷۷۷، تحت عنوان «کنت فالکشتاین» با خواهرش ماری آنتوانت، ملکه فرانسه، دیدار کرد. از یوزف به خوبی استقبال شد و دائره‌المعارف‌نویسان بسیار از او تمجید کردند. یوزف طبق مشاهداتش سقوط پادشاهی فرانسه را پیش‌بینی کرد و از ارتش یا نیروی دریایی فرانسه به خوبی یاد نکرد.
پس از مرگ ماکسیمیلیان سوم، انتخابگر بایرن، در سال ۱۷۷۷، یوزف تصمیم‌ گرفت که بایرن‌ را تسخیر کند. فردریش نیز خواهان حکومت بر آنجا بود؛ بنابراین یوزف در سال ۱۷۷۸ لشکریان را برای جنگ جانشینی بایرن جمع آوری کرد. هرچند که نبرد واقعی رخ نداد زیرا هم فردریش و هم ماری ترزا مایل به شروع جنگ تازه‌ای نبودند. به هر حال این جنگ به نفوذ یوزف بر دیگر شاهزادگان آلمانی لطمه وارد کرد؛ آنها از خطر احتمالی یوزف بیم داشتند و به فردریش به عنوان حافظ خود نگاه می‌کردند.

## فرمانروایی منفرد

### سیاست داخلی
پس از مرگ ماریا ترزا در ۲۹ نوامبر سال ۱۷۸۰، یوزف بالاخره توانست که سیاست‌های خود را پیش بگیرد. او بلافاصله حکومت خود را در جهت تازه‌ای هدایت، و تلاش کرد که استبداد روشنگرانه خود را در نظام مشخصی به کار بگیرد تا برای همه سودمند باشد.
یوزف به ساخت حکومتی پرداخت که عقلانی، متمرکز و متحد باشد؛ بدنه حکومت موظف بودند که همانند یوزف، سرشار از روحیه خدمتگزاری باشند. 
یوزف در طول فرمانروایی منفرد خود، بیشتر از شش هزار دستور صادر کرد؛ همچنين یازده هزار قانون جدید برای تنظیم و ترتیب تمامی نقاط امپراتوری طرح شد. ذات سیاست‌های یوزف مهربانانه‌ و پدرانه بود؛ یوزف قصد داشت که مردم، اکیدا مطابق اصولش، خوشحال باشند.

#### اصلاحات مذهبی‌
امپراتوری مقدس روم در قرون وسطی با کمک کلیسا کاتولیک پایه‌گذاری شده بود. بااینحال یوزف که خود را «حافظ مذهب کاتولیک» می‌خواند، با اصلاحات خود شدیدا به قدرت پاپ ضربه زد. یوزف کوشید تا کلیسا کاتولیک از رم مستقل شود و به ابزاری برای کشور تبدیل شود.
یوزف  مناطق متعلق به کلیسا را سکولار کرد، روحانیون و دستور‌های مذهبی را کاهش داد، و به طور کلی برای تکمیل فرمانبرداری به حکومت، فرمان رواداری (۱۷۸۱) را صادر کرد. طبق این فرمان، حق آزادی مذهب به طور محدود تضمین می‌شد؛ منتها برای تقویت یکپارچگی، استفاده از زبان آلمانی اجباری بود. (به جای لاتین یا زبان‌های محلی)
طبقه روحانی از گرفتن عشریه محروم شدند و تدریس الهیات باید تحت نظارت حکومتی انجام می‌شد. اساقف مجبور بودند رسما سوگند وفاداری به سلطنت یاد کنند. همچنین محاکم مذهبی کلیسا منحل شد و ازدواج به عنوان عقد مدنی و خارج از حوزه قضایی کلیسا معین شد.
یوزف به عنوان یک روشنفکر، دستور‌های فکری رهبانیت را تمسخر می‌کرد. در ۱۲ ژانویه ۱۷۸۲، دستور سکولارسازی صادر شد؛ مطابق آن، صومعه‌سرا‌هایی بسته می‌شد که در امور تدریس یا طبابت فعالیت نداشت؛ حدود یک سوم صومعه‌‌سرا‌ها (۱۴۰ مکان) منحل و ثروتشان به بودجه مذهبی داده شد. تعداد راهبان مرد و زن از شصت و پنج هزار به بیست و هفت هزار کاهش یافت؛ و با فروش عظیم اراضی صومعه‌‌سرا، به مناطق تحت کنترل اساقف و کلیسا، و روحانیون سکولار کمک مالی شد.   
با اجرا فرمان رواداری مذهبی، فرق مسیحی غیر کاتولیک توانستند تا حد محدودی از آزادی عبادت برخوردار شوند؛ هرچند که خروج از کاتولیک همچنان ممنوع و محدود بود. علاوه بر این، با اجرا این فرمان، محدودیت‌‌ها و ضوابط بسیاری از یهودیان برداشته شد.
یوزف در سال ۱۷۸۹، منشوری از فرمان رواداری مذهبی  برای یهودیان گالیسیا صادر کرد؛ بیشتر یهودیان این منطقه ییدیش زبان و سنتی بودند و خودشان مسائل داخلی خود را می‌چرخانند. طبق این منشور، نظام خودگردان اجتماعی این یهودیان برداشته شد، و زبان آلمانی و پوشیدن البسه غیر یهودی ترویج داده شد.
ابداعات لیبرالیستی و اقدامات ضد روحانیت یوزف، منجر شد که پاپ پیوس ششم در مارس ۱۷۸۲ از او بازدید کند؛ یوزف با احترام پاپ را پذیرفت و در حضور او، خود را کاتولیک خوبی نشان داد؛ ولی تحت‌تاثیر خواسته‌های پاپ قرار نگرفت. یوزف همچنین رفتار بسیار دوستانه‌ای با فراماسونری داشت؛ انجمنی که توسط کلیسا محکوم شده بود و اعضا ضد روحانیت فراوانی داشت. یوزف فراماسونری را با عقاید روشنگرانه خود بسیار منطبق می‌دانست؛ اگرچه به نظر می‌رسد که یوزف هیچوقت عضو این انجمن نشد.
فرمان رواداری مذهبی، باعث شد تا کشور به طرز زیادی از سیاست‌های «اصلاح کاتولیک» تغییر مسیر بدهد؛ تا پیش از آن، تفتیش عقاید در کشور حاکم بود.  یوزف در مذهب، بسیار بیشتر از ماری‌ ترزا منعطف بود. گفته می‌شود هنگامی که یوزف از کتابخانه دانشگاه سوربن بازدید می‌کرد، مسئول بایگانی می‌خواست که اسناد مذهبی را به او نشان دهد، ولی به علت تاریکی اتاق نتوانست این کار را بکند؛ یوزف نیز برای آسودگی خیال مسئول بایگانی، به شوخی گفت:
 «هروقت که به الهیات می‌رسیم، نور کافی وجود ندارد.»

#### یکپارچگی
یوزف برای گسترش بیشتر یکپارچگی، زبان آلمانی را به عنوان زبان رسمی تجارت در سراسر سلطنت هابسبورگ اعلام کرد. این اقدام  پادشاهی مجارستان را به شدت تحت تاثیر قرار داد؛ مجلس مجارستان سودی از این اقدام نمی‌برد و حتی جلسه‌ای در اين‌باره تشکیل نداد. 
کنت کارل فون زایزندوف، مشاور امور مالی، نظام یکپارچه حسابداری وضع کرد. اتریش بیشتر از فرانسه در درآمد داشتن و جبران هزینه‌ موفق بود.  اگرچه حوادث سال آخر سلطنت یوزف نشان می‌دهد که حکومت در مواجه با جنگ‌های متعاقب، از لحاظ مالی شکننده بود.
یوزف همچنین تلاش کرد تا اداره سرزمین‌هایش را تسهیل کند. به عنوان مثال او در سال ۱۷۸۶ نظام اداری دوک‌نشین منتوا (Mantua) را ملغی و آن را با میلان، دوک‌نشین همسایه ادغام کرد. هرچند مخالفت‌های محلی لئوپولت دوم را مجبور کرد که در سال ۱۷۹۱ این حکم را لغو و نظام اداری منتوا را برگرداند.

#### لغو نظام ارباب‌رعیتی
یوزف می‌کوشید تا حکومت یکپارچه شود؛ هرچند که اینکار با عجله و بدون فراهم‌ کردن مقدمات انجام می‌شد. او در سال ۱۷۸۱ به اقدام نیمه تمام مادرش پایان داد و شروع به لغو  نظام ارباب‌رعیتی کرد. 
یوزف در طی سال‌های ۱۷۸۲-۱۷۸۱ به رعایا آزادی قانونی و کامل داد. اجاره‌بهای رعایا تعدیل و مالیات از تمامی درآمد ماخوذه زمین اخذ می‌شد. هرچند زمین‌داران در آخر این اقدامات را برگردانند. مقاومت طبقه بانفوذ مجارستان و ترانسیلوانی به قدری زیاد بود که یوزف مجبور شد تا مدتی با اقدامات نصف و نیمه خود کنار بیاید.
از جمعیت پنج میلیونی مجارستان، چهل هزار نفر از طبقه اشراف، و از این طبقه، چهار هزار نفر بانفوذ بودند و زمین‌ داشتند. باقی جمعیت رعیت، و از لحاظ قانونی به مستغلات مرتبط بودند.
در ترانسیلوانی، رعایای در طی سالهای ۱۷۸۵-۱۷۸۴ شورش کردند و در طول این شورش بیشتر از صد اشراف‌زاده کشته شد. پس از فروکش کردن این شورش، یوزف نظام ارباب‌رعیتی را در سال ۱۷۸۵ ملغی کرد ولی به رعایا حق مالکیت زمین را نداد و بدهی‌هایشان را به زمین‌داران نبخشید؛ هرچند که با براندازی نظام ارباب‌رعیتی، آزادی‌ شخصی رعایا تضمین می‌شد.
با آزادسازی رعایا در مجارستان، طبقه جدیدی از زمین‌داران مشمول مالیاتی رشد پیدا کرد؛ ولی عیوب ریشه‌دار نظام ارباب‌رعیتی از بین نرفت و هنوز از جمعیت بی خانمان فاقد زمین سوءاستفاده می‌شد. در نهایت در سال ۱۸۴۸ نظام ارباب‌رعیتی هابسبورگ پایان یافت.
یوزف در سال ۱۷۸۹ دستور داد که به جای کار اجباری، حقوق رعیت‌ باید به صورت نقدی پرداخته شود. طبقه اشراف، روحانیون و تجار به شدت با این اقدامات مخالفت داشتند. حتی رعایا نیز مخالف بودند چون در اقتصاد کالا به کالا آنجا کمبود پول نقد وجود داشت.

#### اصلاحات اقتصادی
یوزف در سراسر اراضی پادشاهی هابسبورگ سرشماری کرد تا مقدار مالیات یکسان و مساوی شود. این سرشماری انجام شد تا رابطه و وابستگی میان زمین‌دار و رعیت مدرن، بخشی از بار مالیاتی از دوش رعیت برداشته، و سود حکومتی بیشتر شود. 
در نگاه یوزف، اصلاحات ارضی و مالیاتی بهم پیوسته بودند؛ بنابراين او تلاش کرد تا هر دو مورد را با هم پیش ببرد. اما در مدت کوتاهی قبل یا بعد از مرگ یوزف، بیشتر این اصلاحات به نقطه اول برگشت.
به جهت نابودی اصناف خودگردان، سیاست‌های جدیدی اقتصادی انجام شد؛ اصلاحات مالیاتی یوزف دوم و موسسه کاداستر (Katastralgemeinde_حوزه‌‌های مالیاتی ایالات بزرگ) به این منظور انجام شد. همچنين با تصویب امتیازات جدید برای کارخانه‌ها، حقوق اصناف از بین رفت. هرچند که قوانین گمرکی برای یکپارچگی اقتصادی وضع شد. تحت اثر مکتب فیزیوکراسی، زراعت نیز اصلاح شد.

#### حقوق بشر
تحت حکومت یوزف، شایسته سالاری برقرار بود و کسی به صرف طبقه یا نژاد استخدام نمی‌شد.
یوزف سانسور مطبوعات و تئاتر را کاهش داد. او نظام قضایی را تماما اصلاح کرد؛ او مجازات‌های وحشيانه را لغو کرد، و اصل برخورد برابر با مجرمان را اجرا کرد.
یوزف همچنین در سال ۱۷۸۷ مجازات اعدام را لغو کرد؛ اصلاحی که تا سال ۱۷۹۵ برپا بود.

#### اصلاحات تحصیلی
یوزف تحصیل را رواج داد؛ تحصیلات ابتدایی برای تمامی دختران و پسران اجباری، و مدارس بسیاری تأسیس شد. همچنین برای عده‌ای منتخب، فرصت تحصیلات عالی در رشته‌های عملی فراهم شد. یوزف برای دانشجویان بااستعداد فقیر، بورسیه تعیین کرد و به یهودیان و ديگر اقلیت‌های مذهبی، اجازه تاسیس مدارس خودشان را داد.  یوزف در سال ۱۷۸۴، دستور داد زبان تحصیل از لاتین به آلمانی تغییر کند. این تصمیم، گامی بلند و جنجالی در یک امپراتوری چندزبانه بود.

#### اصلاحات بهداشتی
یوزف کوشید تا در وین، مراقبت‌های پزشکی متمرکز شوند؛ او در آنجا بیمارستانی بزرگ به نام «Allgemeines Krankenhaus» (به معنی بیمارستان عمومی) در سال ۱۷۸۴ افتتاح کرد. اگرچه تمرکززایی اوضاع بهداشتی را وخیم‌تر کرد؛ همه‌گیری رخ داد و در بیمارستان تازه‌تأسیس نرخ مرگ و میر بیست درصد افزایش پیدا کرد؛ بااینحال در قرن بعدی، وین در حوزه پزشکی سرآمد شد.

### سیاست خارجی
طبق نظر برخی از مورخان، یوزف رهبری به شدت ستیزه‌جو و توسعه‌طلب بود؛ و می‌کوشید که پادشاهی هابسبورگ را به عالی‌ترین قدرت اروپایی تبدیل کند.
یوزف پی در پی سعی در افزایش قلمرو خود داشت؛ نقشه‌های او به یک اندازه کشورهای همسایه را مورد هدف قرار می‌داد؛ اگرچه تماما با شور و حرارت شروع می‌شد و با دلسردی و ناامیدی به جایی نمی‌رسید.
یوزف معاهده «Barrier Treaty» میان فرانسه و اتریش را باطل کرد؛ این‌کار با مخالفت فرانسه رو به رو شد. سپس یوزف تلاش کرد تا به هدف تجزیه امپراتوری عثمانی و جمهوری ونیز با امپراتوری متحد شود؛ هرچند که از این امر منصرف شد چون با مخالفت‌ کشور‌های همسایه به ویژه فرانسه رو به بود. پس از آن یوزف مجددا به تسخیر بایرن مشغول شد و کوشید تا  قلمرو هلند اتریش را با بایرن معاوضه کند؛ که در نهایت به اتحاد شاهزادگان آلمانی به رهبری فردریش دوم علیه یوزف منجر شد.

#### پیمان با روسیه و جنگ با عثمانی
یوزف در سال ۱۷۸۰ به روسیه سفر کرد و با کاترین، ملکه روسیه دیدار کرد؛  این دیدار زمینه ساز مذاکراتی بود که به پیمان اتریش ـ روسیه در سال ۱۷۸۱ منتهی شد؛ طبق یکی از مفاد این پیمان، امکان حمله به عثمانی برقرار بود. این پیمان در زمینه دیپلماسی، پیشرفت چشمگیری را برای اتریش حاصل کرد؛ چرا که براساس آن، پیمان سابق میان روسیه و پروس بی اثر شد؛ پیمانی که اتریش را در میانه جنگ جانشینی بایرن، به صلح واداشته بود.
با اینحال پیمان اتریش و روسیه موجب شد که طی ده سال (۱۷۹۱-۱۷۸۱) اتریش در جنگی پرهزینه و عمدتا بی‌فایده علیه عثمانی مشغول باشد. یوزف به جهت روابط نزدیک با روسیه، وارد جنگ با عثمانی شد. اگرچه برخلاف توسعه‌طلبی معمول خود چندان متمایل به این جنگ نبود؛ ولی آن را برای امنیت مردمش ضروری می‌دانست.
اتریش پس از شکست‌های اولیه، در سال ۱۷۸۹ به سلسله‌ پیروزی‌هایی دست یافت و توانست بلگراد را تسخیر کند؛ که از دژ‌های کلیدی عثمانی در منطقه بالکان بود. هرچند که این پیروزی‌ها برای پادشاهی اتریش سود چشمگیری به دست نیاورد؛ تحت خطر دخالت پروس و اوضاع نگران‌کننده انقلاب فرانسه، اتریش در سال ۱۷۹۱ جنگ را  با معاهده سویشتوف به پایان رساند.

#### اداره منطقه بالکان
خط مشی ماریا ترزا و یوزف دوم در منطقه بالکان، بر مبنای کامرالیسمی پیش می‌رفت که شاهزاده کاونیتز تبلیغ کرده بود؛ و طبق آن با سازماندهی مجدد و گسترش مرز نظامی، یکپارچگی سرزمین‌های نظامی تقویت می‌شد.
ترانسیلوانی در سال ۱۷۶۱ به محدوده مرز نظامی پیوست. هنگ‌های مستقر در مرز به نقطه قوت این محدوده تبدیل شد و فرماندهی آنها در امور نظامی و غیرنظامی اعمال قدرت می‌کرد.
تئوری غالب  اداره مستعمرات براساس «Populationistik» (علم جمعیت‌شناسی) بود که نیروی کار را سنجشی برای میزان رفاه می‌دانست. یوزف نیز بر توسعه اقتصادی تاکید داشت. در نیمه دوم قرن هجدهم، امپراتوری هابسبورگ در پیشرفت منطقه بالکان، بویژه اقوام صرب‌‌ و کروات‌، تاثیر اساسی داشت.

#### تسخیر بایرن
هدف اصلی یوزف، تسخیر بایرن بود؛ حتی اگر اینکار با تبادل قلمرو هلند اتریش صورت می‌گرفت. با اینحال فردریش دوم، پادشاهی که یوزف بسیار از او می‌ترسید، دو مرتبه در سالهای ۱۷۷۸ و ۱۷۸۵ مانع از تسخیر بایرن شد. همچنين تعدادی از شاهزادگان آلمانی، از ترس تسخیر زمین‌هایشان به دست یوزف، از فردریش دوم جانبداری می‌کردند و با او متحد شدند.

### واکنش‌ها به اصلاحات یوزف
در سراسر امپراتوری، طبقه اشراف به طور گسترده با خط‌مشی یوزف در امور مالیاتی،‌ رفتار مساوات‌طلبانه و نیز خودکامه‌ او مخالف بودند. 
در طول مجارستان و هلند اتریش مردم نیز از رفتار یوزف با حکومت‌های محلی انزجار داشتند؛ چرا که یوزف ‌می‌کوشید آنها را از قدرت خلع کند و تماما تحت حاکمیت وین قرار دهد. یوزف بیشتر از اینکه به نفع مردم بیندیشد، براساس قواعد و تمایلات شخصی خود اصلاحات امپراتوری هابسبورگ را پیش می‌برد و مردم عادی نیز از دخالت امپراتوری در جزئیات زندگی‌شان نفرت داشتند‌. 
بیشتر قوانین یوزف توسط مأموران اطلاعاتی اعمال می‌شد؛ که به نظر اهالی اتریش، نشان‌دهنده تلاش یوزف برای تغییر هویت و رسوم مردم‌ بود.چند هفته پیش از مرگ یوزف، رئیس پلیس سلطنتی گزارش داد: «تمامی طبقات ناراضی و خشمگینند؛ حتی آنان که بیشترین احترام را برای امپراتور قائلند».

#### لمباردی
در منطقه لمباردی، اصلاح‌گرایان محلی از تغییرات محتاطانه ماریا ترزا حمایت می‌کردند؛ اما یوزف بوروکراسی سلطنتی و قدرتمندی در آنجا برپا کرد که مستقیما از وین اداره می‌شد؛ نظامی که موقعیت برتر دوک‌نشین میلان، و رسوم قضایی واداری محلی را تضعیف کرد.
یوزف در عوض خودمختاری محلی، مرکزگرایی قدرتمندی برقرار کرد که قدرت سیاسی و اقتصادی لمباردی را به حاشیه برد. در نتیجه اصلاح‌گرایان طبقه متوسط، در واکنش به این تعییرات بنیادین، به جای همکاری شدیدا مقاومت کردند.

## مرگ
در آخر یوزف متوجه شد که خدمتگزارانش نمی‌توانند، یا نمی‌خواهند، اصلاحات و برنامه‌هایش را پیش ببرند‌. او خسته و افسرده شده بود.
یوزف در نوامبر سال ۱۷۸۸ به وین برگشت؛ وضعیت جسمانی او وخیم بود و کسی در کنارش نبود. حتی وزیر او، کاونیتز، به مدت دو سال از دیدنش پرهیز می‌کرد‌. برادر یوزف، لئوپولد نیز در فلورانس بود. 
یوزف در بیستم فوریه ۱۷۹۰ فوت شد. او در قبر شماره ۴۲ در گورابه سلطنتی وین به خاک سپرده شد‌. به تقاضای یوزف بر سنگ قبر او اینگونه نوشتند :
در اینجا فرمانروایی آرمیده هست که به رغم تمام حسن‌نیتش، در تمامی اقدامات خود شکست خورد.
پس از یوزف، لئوپولد به حکومت رسید.